# Mokřiny (Aš)
Mokřiny (německy Nassengrub) jsou vesnice, část města Aš v okrese Cheb v Karlovarském kraji, se kterou tvoří, na rozdíl od ostatních ašských částí, jednotný městský celek.
Mokřiny se rozprostírají na poměrně velkém území. Na severu přiléhá město Aš, na východě se nachází ves Vernéřov, na jihu Nový Žďár, na jihovýchodě Nebesa a na západě se táhne státní hranice s Německem.

## Historie
Mokřiny byly založeny Zedtwitzi někdy před rokem 1413, kdy jsou poprvé zmíněny v historických dokumentech. V této době zde žilo okolo 400 lidí. Rozvoj textilního průmyslu v Aši způsobil v druhé polovině 19. století nárůst obyvatel ve všech okolních obcích, včetně Mokřin, kde v roce 1930 žilo ve 174 domech již 1726 obyvatel. Po druhé světové válce se počet obyvatel razantně snížil.

## Současnost
Obchody a firmy v Mokřinách využívají výhodné pozice obce na hlavním tahu do města a také návaznost na něj. Přes Aš v současnosti proudí doprava již přes tři hraniční přechody, což je pro Mokřiny ekonomicky stejně výhodné jako pro Aš. V současné době se v Mokřinách nachází stavebniny, autobazar, množství auto- a pneuservisů, benzínová čerpací stanice nebo také tržnice. Ještě před několika lety zde také produkovala své výrobky porcelánka, která ale již zanikla.

## Obyvatelstvo
Při sčítání lidu v roce 1921 zde žilo 1 142 obyvatel, z toho 1 041 obyvatel německé národnosti a 101 cizozemců. K římskokatolické církvi se hlásilo 521 obyvatel, 604 k evangelické církvi, 17 bylo bez vyznání.
| Rok            | 1869 | 1880 | 1890 | 1900 | 1910  | 1921  | 1930  | 1950 | 1961 | 1970 | 1980 | 1991 | 2001 | 2011 | 2021 |
| -------------- | ---- | ---- | ---- | ---- | ----- | ----- | ----- | ---- | ---- | ---- | ---- | ---- | ---- | ---- | ---- |
| Počet obyvatel | 393  | 387  | 402  | 783  | 1 287 | 1 142 | 1 726 | 676  | 707  | 624  | 541  | 479  | 530  | 557  | 527  |
| Počet domů     | 46   | 49   | 50   | 75   | 108   | 116   | 174   | 189  | 177  | 148  | 135  | 146  | 155  | 176  | 182  |

## Obecní správa
Při sčítání lidu v letech 1850–1874 Mokřiny byly osadou obce Vernéřov v okrese Aš. Od 22. března 1874 do 31. prosince 1975 byly samostatnou obcí, se kterým patřily nejprve do okresu Aš, ale od roku 1960 v okrese Cheb. Od 1. ledna 1976 jsou částí města Aš v okrese Cheb. V letech 1948–1975 k obci patřil Nový Žďár a v letech 1960–1975 také Nebesa.

## Pamětihodnosti

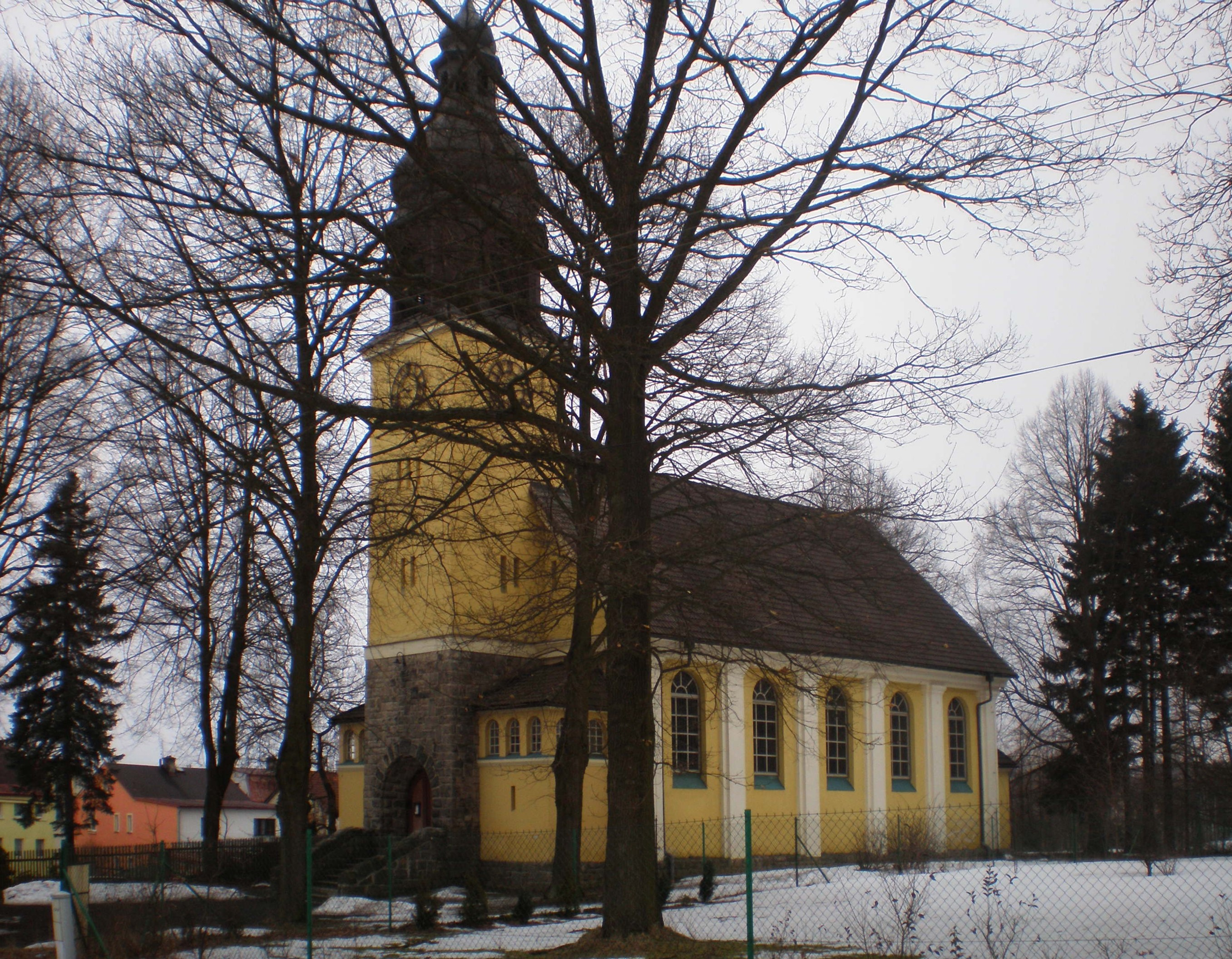
Evangelický kostel v Mokřinách (2009)

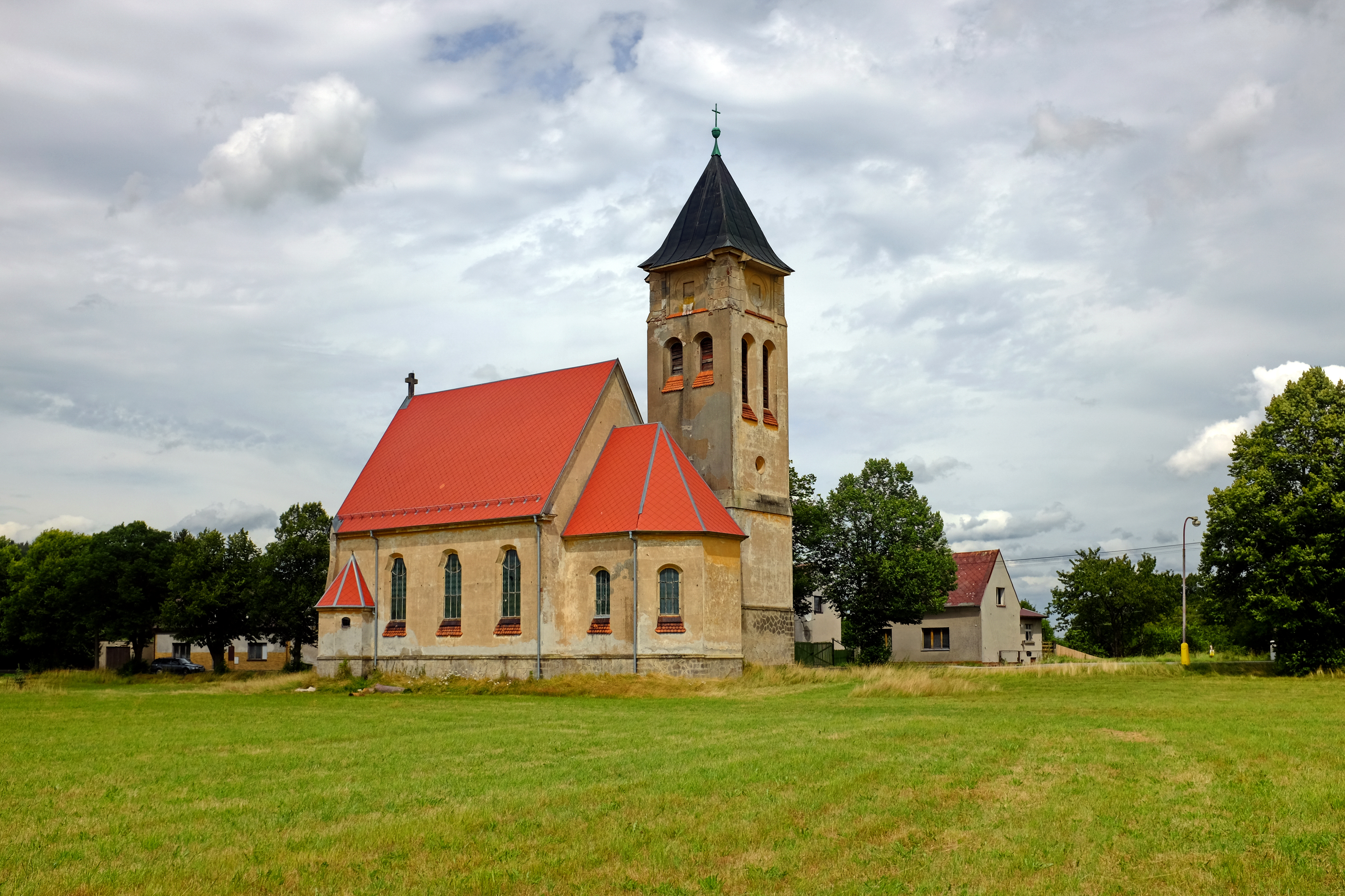
Kostel svatého Karla Boromejského

- Evangelický kostel postavený v roce 1913 podle návrhu německého architekta Otty Bartninga, patří mezi historicky nejcennější památky Mokřin. Kostel byl vysvěcen v roce 1914. Po druhé světové válce byl kostel užíván pravoslavnou církví jako kostel svatého Cyrila a Metoděje. V roce 1994 byl kostel vrácen evangelické církvi, v jejímž užívání je dodnes. Nutno dodat, že stavby architekta Bartninga jsou v Německu považovány za národní památky, a podle toho také chráněny. Kostel je využíván i evangelíky z Aše, protože město svůj evangelický kostel ztratilo po požáru v roce 1960.
- Kostel svatého Karla Boromejského je druhým, katolickým kostelem v Mokřinách, který byl v roce 1912 postaven stavitelem Antonem Möllerem v secesním stylu. V témže roce byl také vysvěcen. Katolíci v té době měli v Mokřinách mírnější převahu. Dnes je kostel nepřístupný, protože je dlouhodobě v rekonstrukci.
- Památník obětem první světové války, který se nachází před vchodem do evangelického kostela, byl postaven v roce 1924.

## Turistika
Mokřinami prochází cyklotrasy číslo 2057 a 2063, a turistické trasy značené modrou a červenou značkou. Po červené značce se dá dostat například k nejbližším, historickým hraničním mezníkům.